# Ivo Ron
Ivo Norman Ron (Guayaquil, 16 januari 1967) is een voormalig profvoetballer uit Ecuador, die speelde als aanvallende middenvelder gedurende zijn carrière. Hij werd in 1994 uitgeroepen tot beste speler van de Campeonato Ecuatoriano de Fútbol.

## Clubcarrière
Ron speelde in totaal twaalf seizoenen voor Emelec, en won tweemaal de Ecuadoraanse landstitel met de club uit zijn geboorteplaats Guayaquil. Hij beëindigde zijn profcarrière in 1997.

## Interlandcarrière
Ron speelde tien interlands voor Ecuador, en scoorde twee keer voor de nationale ploeg in de periode 1991-1995. Hij maakte zijn debuut op 5 juni 1991 in de vriendschappelijke uitwedstrijd tegen Peru (0-1) in Lima, waar hij de enige treffer voor zijn rekening nam. Ook doelman Erwin Ramírez, José Guerrero, Robert Burbano, Ángel Fernández, Juan Guamán, Juan Carlos Garay en Nixon Carcelén debuteerden in dat duel. Ron nam met Ecuador deel aan twee edities van de strijd om de Copa América (1991 en 1995).
| Interlands van Ivo Ron voor Ecuador | Interlands van Ivo Ron voor Ecuador | Interlands van Ivo Ron voor Ecuador | Interlands van Ivo Ron voor Ecuador | Interlands van Ivo Ron voor Ecuador | Interlands van Ivo Ron voor Ecuador |
| №                                   | Datum                               | Wedstrijd                           | Uitslag                             | Competitie                          | Goals                               |
| Als speler van Club Sport Emelec    | Als speler van Club Sport Emelec    | Als speler van Club Sport Emelec    | Als speler van Club Sport Emelec    | Als speler van Club Sport Emelec    | Als speler van Club Sport Emelec    |
| ----------------------------------- | ----------------------------------- | ----------------------------------- | ----------------------------------- | ----------------------------------- | ----------------------------------- |
| 1                                   | 5 juni 1991                         | Peru – Ecuador                      | 0 – 1                               | Vriendschappelijk                   | 50'                                 |
| 2                                   | 19 juni 1991                        | Ecuador – Chili                     | 2 – 1                               | Vriendschappelijk                   | 0                                   |
| 3                                   | 13 juli 1991                        | Ecuador – Bolivia                   | 4 – 0                               | Copa América                        | 0                                   |
| 4                                   | 15 juli 1991                        | Brazilië – Ecuador                  | 3 – 2                               | Copa América                        | 0                                   |
| 5                                   | 6 augustus 1992                     | Ecuador – Costa Rica                | 1 – 1                               | Vriendschappelijk                   | 0                                   |
| 6                                   | 25 mei 1994                         | Ecuador – Argentinië                | 1 – 0                               | Vriendschappelijk                   | 0                                   |
| 7                                   | 5 juni 1994                         | Ecuador – Zuid-Korea                | 2 – 1                               | Vriendschappelijk                   | 77'                                 |
| 8                                   | 17 augustus 1994                    | Peru – Ecuador                      | 2 – 0                               | Vriendschappelijk                   | 0                                   |
| 9                                   | 3 juli 1995                         | Paraguay – Ecuador                  | 1 – 0                               | Vriendschappelijk                   | 0                                   |
| 10                                  | 13 juli 1995                        | Peru – Ecuador                      | 1 – 2                               | Copa América                        | 0                                   |

## Erelijst
Emelec
- Campeonato Ecuatoriano

1988, 1994
- Beste Speler van Campeonato Ecuatoriano

1994